# Gnote
Gnote — программа для создания заметок, порт Tomboy, написанный на языке C++. Gnote реализует основные функции Tomboy (кроме синхронизации, по состоянию на июль 2009), однако механизм расширений пока далёк от завершения. По формату файлов заметок Gnote полностью совместим с Tomboy, что позволяет легко перейти от использования одной программы ведения заметок к другой.
Программа включена в репозитории многих дистрибутивов Linux.

## История создания
Изначально автор Gnote преследовал две цели: добиться функциональности Tomboy на ASUS Eee PC без использования Mono и выяснить, легко ли переносить приложения из C# в C++.
В дальнейшем сообщество противников Mono объявило написание Gnote победой.
Компания Red Hat объявила о замене Tomboy на Gnote в дистрибутиве Fedora 12.